# Găvănești
Găvănești es una comuna ubicada en el distrito de Olt, Rumania.

## Superficie
Posee una superficie de 34,30 kilómetros cuadrados.

## Demografía
Hasta 2021 la población era de 1790 habitantes, con una densidad de población de 52,19 habitantes por kilómetro cuadrado.